# Josep Brunet Anguera
Josep Brunet Anguera (Reus, 4 de març de 1784 - segle XIX) va ser un comerciant i empresari català

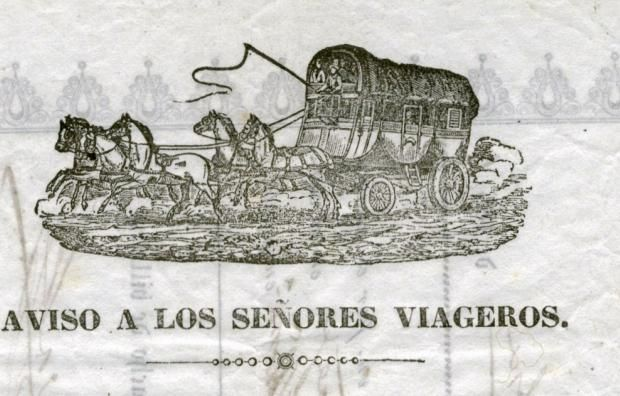
Anunci del servei reusenc de diligències

A inicis de 1814, Josep Brunet, que havia tornat de França on havia estat desterrat per pertànyer a la societat secreta dels «Filadelfos», va obrir una botiga a la plaça del Mercadal de Reus, a l'edifici de cal Cardenyes, on després hi haurà la casa Navàs. Pertanyia a un grup defensor de la Constitució de Cadis d'ideologia radical, i la seva botiga va ser el punt de subscripció de la publicació Periódico Político y Mercantil de la Villa de Reus, el primer periòdic que va sortir a la ciutat. Al seu local s'hi feien tertúlies, sobretot freqüentades pels constitucionalistes molts dels quals eren també comerciants. Davant de les dificultats de comunicació amb Barcelona, (el correu només arribava un dia a la setmana) va proposar un servei de diligència entre Reus i Barcelona, servei que havia vist funcionar a França, i obrí una subscripció per a recollir diners. Un dels mecenes i accionistes va ser Pere Sardà i Cailà. Acceptada la idea amb entusiasme, l'1 de març de 1815 va realitzar el primer viatge, sortint d'una fonda que hi havia a cal Cardenyes, al carrer de Jesús de Reus, i l'endemà sortia de Barcelona en el viatge de tornada. El trajecte durava gairebé onze hores, sortint de Reus cap a 2/4 de 4 del matí i parant a dinar a Vilafranca del Penedès. El preu del viatge era de 80 rals de billó, i normalment el realitzaven comerciants i homes de lleis. El servei va tenir algunes interrupcions, principalment a la Primera Guerra Carlina, quan les inseguretats de la carretera no en permetien el pas. Llavors es va substituir per un itinerari per mar des de Salou o Tarragona. Joan Cortada, a Cataluña y los catalanes (1860), diu que el fet de la posada en marxa d'una diligència entre Reus i Barcelona va ser molt important en el seu temps, i va atribuir la iniciativa als comerciants barcelonins.
Després de més de mig segle d'activitat, l'abril del 1865, al posar-se en funcionament la línia fèrria entre València i Barcelona es va acabar el sistema regular de diligències. No es podia competir amb un nou mitjà de transport que convertia les onze hores de viatge en només tres amb més comoditat i economia.
L'Ajuntament de Reus va commemorar el 200 aniversari de la sortida de la primera diligència amb una placa commemorativa que va situar al carrer de Jesús el dia 1 de març de 2015.